# 仙巌寺
仙巌寺（せんがんじ、ソナムサ、선암사）は、大韓民国全羅南道順天市にある仏教寺院。
韓国仏教の第2勢力である太古宗の総本山である。また太古宗唯一の叢林で、太古叢林と呼ばれている。以前は曹渓宗（大韓仏教曹渓宗）の第20教区本寺だった。

## 歴史
太古宗は、百済の時代の529年（聖王7年）に阿道が海川寺（ヘチョンサ、해천사）を建立したことをもって、仙巌寺の創建としている。

875年（新羅景文王15年）に道銑国師が現在の伽藍の位置に寺を重創して、 寺名を仙巌寺に改名した。
韓国天台宗の中興の祖といわれている大覚国師義天（1055年 - 1011年）が仙巌寺の大覚庵に主席しながら、仙巌寺を重創した。
李氏朝鮮の太宗による1407年（太宗7年）の仏教弾圧の際、存続を許された88寺院の中に仙巌寺の名前はなく、廃寺になったようである。 世宗による1424年（世宗6年）の仏教弾圧の際も、存続を許された36寺院の中に仙巌寺の名前はなく、引き続き廃寺のままだったようである（朝鮮の仏教#李氏朝鮮時代の仏教弾圧）。
その後復興し、1540年（中宗35年）に一柱門を重修した。
文禄・慶長の役のさい、鉄仏・宝塔・浮図・文殊殿・曹溪門・圊廁だけを残し、あとはすべて焼失した。その後の復旧は遅れ、1660年に敬俊・敬岑・文正によって、8年越しの重修が行われた。
1798年（純祖22年）に海鵬展翎など七殿が重創された。1823年（純祖23年）に本堂などが焼失。海鵬・訥庵・益宗らにより、翌年から重創を行った。現在の建物の大部分はこのとき建立されたものである。
韓国併合後の1911年、寺刹令施行規則（7月8日付）によって、朝鮮三十本山に指定された（1924年以降は朝鮮三十一本山）。
曹渓宗（大韓仏教曹渓宗）とは、路線闘争（妻帯問題等）や財産闘争を長年にわたって繰り広げており、暴力事件も起こっている。